# 新农街道
新农街道，是中华人民共和国吉林省吉林市蛟河市下辖的一个乡镇级行政单位。

## 行政区划
新农街道下辖以下地区：
巴虎村、红光村、南荒地村、石头河村、法河沿村、西山村、小北沟村、永丰村、关门村、兴农村、法河沟村、南大村、五一村、下洼子村和井沿村。